# Trichoglottis jiewhoei
Trichoglottis jiewhoei là một loài thực vật có hoa trong họ Lan. Loài này được J.J.Wood, A.L.Lamb & C.L.Chan miêu tả khoa học đầu tiên năm 1998.